# Monarchie au Québec
Pour un article plus général, voir Monarchie canadienne.
La monarchie au Québec constitue le noyau de la démocratie parlementaire et de la constitution au Québec dans le cadre du système de Westminster, conformément aux dispositions de la Confédération canadienne. Aussi, le détenteur de la Couronne dans la juridiction du Québec est appelé « Sa Majesté du chef du Québec » ou « Le Roi du chef du Québec ». Les fonctions royales sont essentiellement déléguées au lieutenant-gouverneur du Québec, représentant du souverain dans la province.

## Histoire
Bien qu'il dispose d'un gouvernement distinct dirigé par un roi, le Québec, en tant que province, n'est pas un royaume à part entière. Ce système débute avec l'Acte de l'Amérique du Nord britannique de 1867, et s'inscrit dans la continuité des régimes monarchiques remontant au début du XVIe siècle, qui font du Québec la plus ancienne province monarchique continue d'Amérique du Nord.

## Rôle constitutionnel
La Couronne a un rôle juridique et pratique ; elle fonctionne au Québec comme dans toutes les autres provinces du Canada, en tant que noyau d'une structure constitutionnelle à laquelle participent les institutions gouvernementales. Conformément aux dispositions de la Confédération canadienne, la monarchie au Québec forme le noyau de la démocratie parlementaire et de la constitution dans le cadre du système de Westminster. En tant que telle, la Couronne relevant de la juridiction du Québec est appelée la « Couronne du chef du Québec », « Sa Majesté du chef du Québec » ou « Le Roi du chef du Québec ». La Loi constitutionnelle de 1867 confie l'essentiel des fonctions royales au représentant du souverain, le lieutenant-gouverneur du Québec, dont la participation directe au gouvernement est limitée aux dispositions traditionnelles d'une monarchie constitutionnelle.
Le monarque actuel, le roi Charles III, règne depuis le 8 septembre 2022. Le monarque agit principalement en tant que garant de la stabilité et de la continuité du gouvernement et en tant que protecteur non partisan contre les abus de pouvoir,.
Après la mort du monarque, la loi garantit que toutes les activités du parlement provincial, du cabinet, des tribunaux et des fonctionnaires se poursuivent sans interruption. Cette loi a été rendue nécessaire par le fait qu'une législation précédente, qui tentait de supprimer toute référence à la monarchie au Québec, laissait un « vide juridique ».

## Opposition à la monarchie
Le Parti québécois a systématiquement refusé depuis 1970 le serment d'allégeance au monarque du Canada, en tant qu'incarnation de l'ordre étatique des lois et de la gouvernance, que tous les parlementaires du pays doivent réciter, selon la Constitution canadienne, avant d'être autorisés à prendre leurs fonctions,. En 1982, le gouvernement du PQ dirigé par René Lévesque fait voter une loi ajoutant au serment d'allégeance au monarque un serment envers le « peuple du Québec ». En 2019, le Parti québécois et Québec solidaire, deux partis indépendantistes, demandent de mettre fin à la pratique du serment obligatoire au monarque pour les élus à l'Assemblée nationale du Québec,,,,,. Un projet de loi à cette fin est adopté à l'unanimité le 9 décembre 2022, mais il paraît peu vraisemblable que cette loi ait un quelconque effet,.
Le Parti québécois dépose en 2012 une motion pour abolir la fonction de lieutenant-gouverneur du Québec. Il n'obtient cependant pas l'appui nécessaire du Parti libéral du Québec et de la Coalition avenir Québec. Une motion similaire est de nouveau déposée en 2023 par Québec solidaire, conjointement avec la Coalition avenir Québec et le Parti québécois. Le 20 mai 2025, l'Assemblée nationale adopte à l'unanimité une motion réclamant l'abolition de tout lien du Québec avec la monarchie.

## Opinion publique
Peu de Québécois soutiennent la monarchie, l'opinion publique dans la province oscillant entre l'indifférence et l'hostilité.
En mai 2025, un sondage indique que seuls 7 % des Québécois se disent personnellement attachés à la monarchie canadienne, tandis que 87 % affirment ne pas l'être — ce chiffre était de 81 % en 2022. En outre, 31 % des Québécois ont une bonne opinion du roi Charles III contre 40 % qui en ont une mauvaise image. Ce sondage révèle enfin qu'une majorité de Québécois (52 %) voteraient pour mettre fin à la monarchie et instaurer une république si le Canada tenait un référendum sur cette question,.